# Tat'jana Logunova
Tat'jana Jur'evna Logunova (in russo Татьяна Юрьевна Логунова?; Mosca, 3 luglio 1980) è una schermitrice russa, vincitrice di due medaglie d'oro e di un bronzo nella scherma ai Giochi olimpici.

## Palmarès
In carriera ha conseguito i seguenti risultati:
- Giochi olimpici:

Sydney 2000: oro nella spada a squadre.
Atene 2004: oro nella spada a squadre.
Rio de Janeiro 2016: bronzo nella spada a squadre.
- Mondiali di scherma

Nimes 2001: oro nella spada a squadre.
L'Avana 2003: oro nella spada a squadre.
San Pietroburgo 2007: argento nella spada a squadre.
Parigi 2010: bronzo nella spada individuale.
- Europei di scherma

Coblenza 2001: argento nella spada a squadre.
Mosca 2002: argento nella spada a squadre.
Bourges 2003: oro nella spada a squadre ed individuale.
Copenaghen 2004: oro nella spada a squadre.
Smirne 2006: argento nella spada individuale.
Sheffield 2011: argento nella spada a squadre.
Legnano 2012: oro nella spada a squadre.